# Max Fishman
Max Fishman (în română Max Fișman, în poloneză Mieczysław (Mietek) Fiszman /Fischman/, în rusă Макс Шахнович Фишман, transliterat: Maks Șahnovici Fișman /Max Benovichi Fișman; n. 12 decembrie 1915, Varșovia Polonia Congresului, Imperiul Rus – d. 24 septembrie 1985, Chișinău, RSSM URSS) a fost un compozitor, pianist și profesor de muzică sovietic moldovean, originar din Polonia. 

## Biografie
Max Fichman s-a născut în familia antreprenor Szachna-Benisz Fiszman (n.1870 - d.1 iulie 1936) și Esther Fiszman (născută Bleiberg), (n.1880 - d. probabil începutul anilor 1941). Avea șase surori mai mari și un frate mai mic.
A studiat la Colegiul de Muzică „Karlowicz“ din Varșovia și apoi la Conservatorul din Varșovia cu Józef Turczynski (pian) și Antoni Marek (compoziție).
Și-a făcut debutul în Polonia ca pianist concertist și compozitor. A jucat adesea la Orfelinatul Janusz Korczak, а colaborat cu Teatrul Ida Kamińska, cântăreață Lola Folman și iluzionistul Wolf Messing.
Odată cu izbucnirea celui de-al Doilea Război Mondial, a fost înrolat în armată și a participat la rezistența antifascistă. Fugând de persecuția naziștilor, în noiembrie 1939 a traversat înot râul Bug de Vest, a fost arestat de poliție politică și închis într-un lagăr unde a tras cărucioare cu minereu din mină (Aktobe Gulag)  până în septembrie 1944.
În septembrie 1944, a fost eliberat și trimis să studieze la Conservatorul din Saratov, unde și-a continuat studiile la clasa lui profesorul Evsey Zinger (pian), iar apoi la Conservatorul din Belarus, unde i-a avut profesori pe profesorul Georgy Petrov (pian) și pe profesorul Anatoly Bogatyrev (compoziție).
În timpul războiului, aproape întreaga familie și numeroase rude au murit în ghetoul din Varșovia. Mulți dintre ei au luat parte la revolta din 1943.
La sfârșitul războiului, M. Fishman a primit medalia „Pentru Muncă în Marele Război Patriotic din 1941-1945”.
În 1945 s-a căsătorit cu Lydia Axionov.
Din 1947, concertmaestru al Conservatorului din Minsk.
În 1949, Max Fishman a absolvit conservatorul și a continuat să lucreze acolo ca acompaniator, dar cu timpul, au început să apară mari probleme cu munca la Minsk. În URSS cresc аtitudinile antisemite.
În 1952 el și soția lui stânga la Gomel pentru a preda la о Colegiul de muzică, dar în curând el și soția lui primesc o invitație de a preda la Conservatorul de Stat din Moldova.
În perioada 1952-1975 concertmaestru și apoi profesor la Сatedrа pian auxiliar a Conservatorul de Stat „Gavriil Musicescu” din Chișinău. De-a lungul anilor a predat pian si la Colegiul Pedagogic Călărași si la scoala de muzica din satul Cărpineni.
În paralel cu activitatea sa didactică, M. Fishman s-a implicat activ în activități de compunere. Portofoliul de creație include zeci de genuri diferite: 4 concerte pentru pian și orchestră, sonată pentru clarinet și pian, sonată pentru vioară și pian, trio, piese pentru pian și diverse instrumente, lucrări simfonice și corale. Totuși, cea mai mare parte a lucrărilor sale sunt scrise pentru pian – opusuri cu caracter didactic sau de concert. Tamara Melnik, doctor în studiul artelor, conferențiar universitar, Academia de Muzică, Teatru și Arte Plastice scrie: "Importanța istorică și artistică a creațiilor sale este confirmată de popularitatea de care acestea se bucurau în trecut, fiind incluse în permanență în programele de concert ale colectivelor și interpreților consacrați din Republica Moldova. M. Fișman este autorul unor numeroase lucrări orchestrale, cameral-instrumentale, vocal-corale". 
Lucrările compozitorului au fost interpretate și de muzicieni celebri din URSS, precum și din Europa și S.U.A., inclusiv în Polonia până în 1939 – Ida Kamińska (voce), Loloy Folman (voce), Tobias Kuperweis (pian), Moishe Weinberg (pian) , Eta Tyrmand (pian), Pavel Grynszpan (pian), Heinrich Wagner (pian), în URSS - Lev Gorelik (vioară), Timofei Gurtovoi (dirijor de orchestră simfonică), Șico Aranov (dirijor de orchestră de jazz), Lydia Axionov (dirijor coral), Veronica Garștea (dirijor coral), Alexander Vasechkin (dirijor de orchestră simfonică), Ghitlea Strahilevici (pian), Mihail Unterberg (vioară), Theodor Zgureanu (dirijor coral), Lyudmila Vaverko (pian), Alexey Dubrovsky (violoncel), Oscar Dayn (vioară), Chaya Talmatskaya (pian), Nachum Loznik (vioară), Olga Kühn (pian), Alexander Kaushansky (vioară), Rebecca Groishun (pian), Liliya Nyaga (vioară), Evgheni Verbețchi (clarinet), Nikolai Tatarinov (violoncel), Boris Goldenblank (vioară) ), Arthur Aksenov (pian), Boris Dubosarschi (vioară), Dmitri Rotar (oboi), Evgeny Nisman (vioară), Pavel Grynshpan (pianist, lider al unei orchestre de jazz) Polonia. După prăbușirea Uniunii Sovietice - Ilona Stepan (dirijor coral), Nicolas Kruger (dirijor orchestră simfonică) Franța, Jan Wierzba (dirijor orchestră simfonică) Portugalia, Rita Namorado (pian) Portugalia, Birgitta Starnes (vioară) Norvegia, Hélène Dautry (violoncel) Franța, Ekaterina Baranova (pian) Moldova-Franța, Arthur Aksenov (pian) S.U.A.-Rusia, precum și studenți ai Academiei de Muzică, colegii de muzică, școli și studiouri. Lucrările compozitorului au fost interpretate în Polonia, Rusia, Belarus, România, Ucraina, Germania, Israel, Coreea de Sud, Portugalia, Franța, Norvegia, Belgia și S.U.A. .

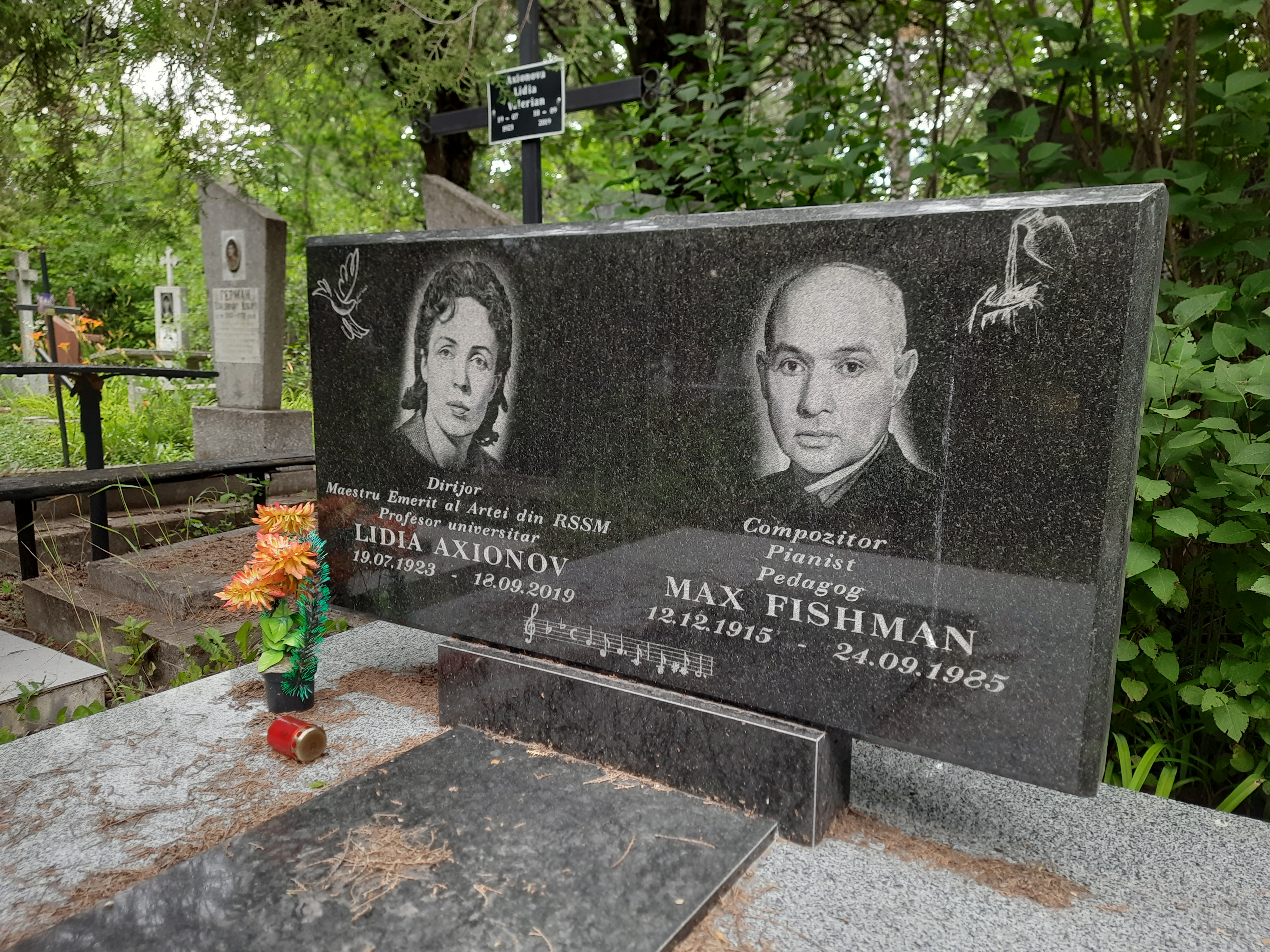
Piatra de mormânt comună a soților Lidia Axionov și Max Fishman

Max Fishman a murit pe 24 septembrie 1985 în Chișinău. A fost înmormântat la Cimitirul „Sfântul Lazăr” din Chișinău.

## Lucrări publicate
- Fishman M. La vânătoare. Pentru pian. Chișinău: Editura de stat a Moldovei, 1956
- Fishman M. Capriccio, Scherzino. În: Opere alese ale compozitorilor moldoveni. Chișinău: Cartea moldovenească, 1961, p. 150-172.
- Fishman M. Sonatina Es-dur pentru clarinet in B. Chisinau: Cartea moldovenească, 1963
- Fishman M. Sonatina d-moll pentru pian. Chișinău: Cartea moldovenească, 1968
- Fishman M. Preludiu și patru studii pentru pian. TsGARM, F. 3050, Op. 2, D. 309.

## Discografie
În 2006, a fost lansat un disc cu înregistrări ale muzicii lui M. Fishman, timp total - 78:19.04, (din fondurile Teleradio-Moldova), care includea:
- Piesă de concert pentru vioară și pian. Interpretat de Liliya Neaga (vioară), Ghitlea Strahilevici (pian) înregistrând din 1964.
- Umoristic pentru vioară și pian. Interpretat de Liliya Neaga (vioară), Ghitlea Strahilevici (pian) înregistrând din 1964.
- Sonata pentru vioară și pian. Interpretat de Liliya Neaga (vioară), Ghitlea Strahilevici (pian).
- Sonata pentru clarinet si pian. Interpretat de Evgeny Verbetsky (clarinet), Ghitlea Strahilevici (pian).
- Scherzino pentru clarinet și pian. Interpretat de Evgeny Verbetsky (clarinet), Ghitlea Strahilevici (pian).
- Variații pentru pian. Interpretat de Lyudmila Vaverko (pian), înregistrat în 1956.
- Capriccio pentru pian. Interpretat de Ghitlea Strahilevici (pian), înregistrat în 1964.
- Studiu în sol major pentru pian. Interpretat de Ghitlea Strahilevici (pian), înregistrat în 1964.
- Studiu în re minor pentru pian. Interpretat de Ghitlea Strahilevici (pian), înregistrat în 1964.
- Sonatina pentru pian. Interpretat de Ghitlea Strahilevici (pian), înregistrat în 1963.
- Trio pe teme moldovenești pentru pian, vioară și violoncel. Interpretat de Lyudmila Vaverko (pian), Oscar Dayn (vioară), Vsevolod Dubrovsky (violoncel), înregistrarea 1958.
- Corul „Toamna” („De ce legănați pădurea”) după cuvintele lui Mihai Eminescu
- Corul „Recolta” după cuvintele lui Vasile Alecsandri. Interpretat de Corul Conservatorului, dirijor Lidia Aksenova, înregistrare 23.06.1964.
- Piesa pentru oboi si orchestra. Interpretat de Dmitri Rotar (oboi), MSSR Radio and Television Orchestra, dirijor Alexander Vasechkin, înregistrare 1961.

## Opere selective
- 4 concert pentru pian[18][19].
- Două triouri pentru pian, vioară și violoncel. (1954–1958)</ref>[20][21][22][23][24].
- Zece miniaturi pentru pian pe melodii populare moldovenești (1955) )[25].
- Variații pentru pian[26].
- Ciclul de 5 preludii pentru pian (1956).
- Mazurka. Amintiri din Polonia (1956).
- Cantata „Glory to Young Eagles” (dedicată tinerilor luptători împotriva nazismului) după cuvintele lui S. Varelopulus 1959[27][28].
- Suită pentru mare orchestră simfonică (1961).
- Piesă pentru oboi și orchestră simfonică (până în 1961).
- Fantezie pentru orchestră simfonică mică[29].
- Capriccio E Minor pentru pian (1961).
- Sonatina pentru clarinet și pian în Si (1963) [30][31][32][33][34].
- Sonatina pentru pian (3 mișcări) (1963)[35].
- Romantism (aranjament pentru trombon și pian, 1963).
- 5 Preludii pentru pian (Remembrance, Spring is Coming, Estrada Echoes, On the Lake, On May Day).
- Uvertură de jazz (1964)[36].
- Piesă de concert pentru vioară și pian (1964)[37].
- Scherzino pentru clarinet și pian în si (1964).
- Scherzo (aranjat pentru trombon și pian, 1964).
- Corul „Toamna” („Ce legănați…?”) după cuvintele lui Mihai Eminescu 1964.
- 4 studii pentru pian (1968).
- Sonatina pentru pian d-moll (3 mișcări) (1968).
- Preludiu în e-moll pentru pian (1968).
- Zece piese pentru pian pe teme moldovenești (1969).
- Canon pentru cor (cântec popular moldovenesc) (1973)
- Ciclul de pian polifonic Canoane (1976).
- Sonata pentru vioară și pian în d-moll.
- 4 studii.
- Zece piese pentru pian pe teme moldovenești (miniaturi Dans, Variații, Olandra, Canon, Tineret, Variații, Comic, Variațiuni, Cântec, Jock).
- Scherzino G-dur pentru pian.
- Umoristic pentru vioară și pian[38].
- Corul „Recoltarea” după cuvintele lui Vasile Alecsandri.[36]

## Viață personală
- Soția - dirijor de cor, profesor universitar Lydia Axionov [39].
- Fii - actor, regizor Băno Axionov[40][41] și pianist, profesor in Rusia și Statele Unite Artur Aksenov[42][43][44][45][46].